# Chris Klein (színművész)
Frederick Christophe Klein (Hinsdale, Illinois, 1979. március 14. –) amerikai színész.
Legismertebb filmes szerepe Chris 'Oz' Ostreicher volt az Amerikai pite filmekben (1999–2012). A Flash – A Villám sorozatban 2018-2019-ben főszerepet alakított.

## Élete és pályafutása
Tizenhárom éves volt, mikor családjával Chicagóból a nebraskai Omahába költözött. Itt a Millard West Gimnáziumba járt, ahol a labdarúgócsapat hátvédje volt, és szerepelt a West Side Story című színpadi előadásban.
Még középiskolás korában részt vett az Alexander Payne által rendezett és 1999-ben bemutatott Gimiboszi castingján, ahol megkapta az egyik főszereplő, Paul Metzler szerepét. Ezután rögtön következett az Amerikai pite, melyben Chris 'Oz' Ostreichert személyesítette meg. 2002-ben a Mel Gibson főszereplésével készült Katonák voltunk című vietnámi háborús filmben játszotta Jack Geoghegan hadnagyot, szerepelt a Ryan Reynolds-féle Csak barátok című karácsonyi romantikus filmben és az Amerikai pite rendezőjének, Paul Weitznek az American Dreamz című filmjében.

## Magánélete
2000-től öt éven keresztül Katie Holmesszal volt együtt, majd 2006-ban Ginnifer Goodwin lett a párja, akivel két évig tartott a kapcsolata.
Az alkoholproblémákkal küzdő színészt kétszer is letartóztatták ittas vezetés miatt, 2010 júniusában önként vonult be elvonókúrára.

## Filmográfia

### Film
| Év   | Magyar cím                         | Eredeti cím                            | Szerep                 | Magyar hang     |
| ---- | ---------------------------------- | -------------------------------------- | ---------------------- | --------------- |
| 1999 | Gimiboszi                          | Election                               | Paul Metzler           | Markovics Tamás |
| 1999 | Amerikai pite                      | American Pie                           | Chris 'Oz' Ostreicher  | Stohl András    |
| 2000 | Itt a földön                       | Here on Earth                          | Kelvin 'Kelley' Morse  | Welker Gábor    |
| 2001 | Húgom, nem húgom                   | Say It Isn't So                        | Gilbert Noble          | Boros Zoltán    |
| 2001 | Amerikai pite 2.                   | American Pie 2                         | Chris 'Oz' Ostreicher  | Stohl András    |
| 2002 | Rollerball – Könyörtelen játék     | Rollerball                             | Jonathan Cross         | Stohl András    |
| 2002 | Katonák voltunk                    | We Were Soldiers                       | Jack Geoghegan hadnagy | Takátsy Péter   |
| 2003 | A fiatalkorú                       | The United States of Leland            | Allen Harris           | Hamvas Dániel   |
| 2005 |                                    | Tilt-A-Whirl (rövidfilm)               | vevő                   |                 |
| 2005 | Csak barátok                       | Just Friends                           | Dusty Dinkleman        | Magyar Bálint   |
| 2005 | Hosszú hétvége                     | The Long Weekend                       | Cooper Waxman          | Zámbori Soma    |
| 2006 | American Dreamz                    | American Dreamz                        | William Williams       | Markovics Tamás |
| 2006 |                                    | Lenexa, 1 Mile                         | Andy Lausier           |                 |
| 2007 |                                    | The Good Life                          | Tad Tokas              |                 |
| 2007 |                                    | Day Zero                               | Rifkin                 |                 |
| 2007 | New York-i szerenád                | New York City Serenade                 | Ray                    | Nagy Ervin      |
| 2007 | New York-i szerenád                | New York City Serenade                 | Ray                    | Pál Tamás       |
| 2008 | Hank és Mike                       | Hank and Mike                          | Conrad Hubriss         |                 |
| 2009 | Street Fighter – Chun-Li legendája | Street Fighter – The Legend of Chun-Li | Charlie Nash           | Viczián Ottó    |
| 2009 | Apám hat neje                      | The Six Wives of Henry Lefay           | Stevie                 |                 |
| 2009 |                                    | Play Dead                              | Ronnie Reno            |                 |
| 2010 |                                    | Caught in the Crossfire                | Briggs                 |                 |
| 2012 | Amerikai pite: A találkozó         | American Reunion                       | Chris 'Oz' Ostreicher  | Széles Tamás    |
| 2014 | Anonim alkotók klubja              | Authors Anonymous                      | Henry Obert            | Lux Ádám        |
| 2016 |                                    | Game of Aces                           | Jackson Cove           |                 |
| 2018 |                                    | The Competition                        | Calvin Chesney         |                 |
| 2019 |                                    | Benchwarmers 2                         | Ben McGrath            |                 |
| 2025 | A félelem utcája: A bálkirálynő    | Fear Street: Prom Queen                | Dan Falconer           | Simon Kornél    |

### Televízió
| Év        | Magyar cím           | Eredeti cím            | Szerep                               | Megjegyzések                               |
| --------- | -------------------- | ---------------------- | ------------------------------------ | ------------------------------------------ |
| 2006      | Amerikai fater       | American Dad!          | Gary / Rick (hangja)                 | 1 epizód                                   |
| 2007      | A fény völgye        | The Valley of Light    | Noah                                 | - tévéfilm - magyar hangja: - Stern Dániel |
| 2008      |                      | Welcome to The Captain | Marty Tanner                         | 5 epizód                                   |
| 2010      | Furcsa páros         | The Good Guys          | George Jenkins helyettes rendőrfőnök | 1 epizód                                   |
| 2011–2014 |                      | Wilfred                | Drew                                 | 15 epizód                                  |
| 2012      | Franklin és Bash     | Franklin & Bash        | Tommy Dale                           | 1 epizód                                   |
| 2012      | Nevelésből elégséges | Raising Hope           | Brad                                 | 1 epizód                                   |
| 2012–2013 |                      | TRON: Uprising         | Dash (hangja)                        | 3 epizód                                   |
| 2015      |                      | Motive                 | Brad Calgrove                        | 1 epizód                                   |
| 2015      |                      | Damaged                | Sam Luck                             | tévéfilm                                   |
| 2016      |                      | Idiotsitter            | önmaga / DJ Doghead                  | 1 epizód                                   |
| 2016      | Jogászok ásza        | The Grinder            | Benji                                | 1 epizód                                   |
| 2018–2019 | Flash – A Villám     | The Flash              | Orlin Dwyer / Cicada                 | főszereplő 5. évad (16 epizód)             |
| 2020–2025 | Édes magnóliák       | Sweet Magnolias        | Bill Townsend                        | főszereplő (30 epizód)                     |

## Díjak és jelölések
| Év   | Díj                    | Kategória                                                                    | Eredmény |
| ---- | ---------------------- | ---------------------------------------------------------------------------- | -------- |
| 2000 | CFCA Award             | Legígéretesebb színész az Amerikai pitében nyújtott alakításáért             | Jelölve  |
| 2000 | Teen Choice Award      | Film – Choice Liar az Amerikai pitében nyújtott alakításáért                 | Jelölve  |
| 2000 | Teen Choice Award      | Film – Choice Breakout Performance az Amerikai pitében nyújtott alakításáért | Jelölve  |
| 2001 | Young Hollywood Awards | Male Superstar of Tomorrow                                                   | Elnyerte |